# Phygadeuon argyrostomus
Phygadeuon argyrostomus är en stekelart som beskrevs av Schiodte 1839. Phygadeuon argyrostomus ingår i släktet Phygadeuon och familjen brokparasitsteklar. Inga underarter finns listade i Catalogue of Life.